# Krisztián Budovinszky
Krisztián Budovinszky (ur. 18 kwietnia 1976 w Mohaczu) – węgierski piłkarz, grający na pozycji obrońcy. W NB I rozegrał 56 meczów, strzelając 11 goli. Z Honvédem i Ferencvárosem grał w Pucharze UEFA. Od 2010 roku jest piłkarzem Diósgyőri VTK.